# Arvo
Arvo est un prénom masculin estonien et finnois pouvant désigner:

## Prénom
- Arvo Aaltonen (1892-1949), nageur finlandais
- Arvo Aller (en) (né en 1973), homme politique estonien
- Arvo Askola (1909-1975), athlète finlandais en 10 000 mètres
- Arvo Haavisto (1900-1977), lutteur olympique finlandais
- Arvo Iho (en) (né en 1949), réalisateur de cinéma estonien
- Arvo Kraam (en) (né en 1971), joueur estonien de football
- Arvo Kruusement (né en 1928), acteur et scénariste estonien
- Arvo Kukumägi (en) (1958-2017), réalisateur et acteur estonien
- Arvo Ojala (en) (1920-2005), acteur américain
- Arvo Pärt (née en 1935), compositeur de musique classique estonien
- Arvo Sainio (en) (1921-1984), homme politique finlandais
- Arvo Salminen
- Arvo Salo (en) (1932-2011), écrivain et homme politique finlandais
- Arvo Valton (en) (né en 1935), écrivain estonien
- Arvo Viitanen (1924-1999), fondeur finlandais
- Arvo Viljanti (en) (1900-1974), historien finlandais
- Arvo Volmer (né en 1962), chef d'orchestre estonien
- Arvo Ylppö (1887-1992), pédiatre finlandais